# Ferdinand Rudolph
Ferdinand Louis Rudolph (1899. –?) belga olimpikon, jégkorongozó.
Az 1924. évi téli olimpiai játékokon a jégkorongtornán vett részt a belga csapatban. Első mérkőzésükön súlyos vereséget szenvedtek az amerikaiaktól 19–0-ra. Következő mérkőzésen szintén súlyos vereséget szenvendtek el a britektől, 19–3-ra kaptak ki. Utolsó csoport mérkőzésükön a franciáktól kaptak ki egy szoros mérkőzésen 7–5-re. Egy gólt ütött az utolsó mérkőzésen
Az antwerpeni Cercle Patineurs Anvers volt a klubcsapata.